# Pamphlebia
Pamphlebia is een geslacht van vlinders van de familie spanners (Geometridae), uit de onderfamilie Geometrinae.

## Soorten
- P. rubrolimbraria Guenée, 1857
- P. zebrinata Thierry-Mieg, 1915